# Hawa Abdallah Mohammed Salih
Hawa Abdallah Mohammed Salih (født i 1984) er en sudanesisk aktivist, kendt for sit arbejde med bl.a. FN og NGO'en IRC, hvor hun har skabt opmærksomhed omkring forholdene i flygtningelejre under Darfur-konflikten.

## Baggrund og politisk arbejde
Hawa Abdallah Mohammed Salih blev født i landsbyen Tina i det nordlige Darfur. Landsbyen blev i 2003 brændt ned på grund af Darfur-konflikten, og Salih flygtede med sin familie til flygtningelejren Abu Shouk i El Fasher, Darfur. Opholdet i Abu Shouk var årsag til at Salih rettede kritik mod Sudans regering og de forhold, flygtningene levede under i lejrene. Dette i samarbejde med UNDP og IRC. Ifølge Salih var særligt kvinder udsatte og ofte ofre for voldtægt.
Hawa Abdallah Mohammed Salih er tre gange blevet arresteret og to gange kidnappet på grund af sit arbejde, og samarbejdet med UNDP og IRC har gjort, at hun af Sudans regering er blevet anklaget for forræderi mod Islam og Sudan. I 2011 blev hun arresteret for tredje gang, men på grund af pres fra bl.a. USA's udenrigsministerium blev hun løsladt d. 13. juli, 2011 og flygtede til Egypten.
I 2012 blev Salih belønnet for sit arbejde ved International Women of Courage-prisuddelingen, hvor Hillary Clinton og Michelle Obama overrakte hende prisen.
I 2013 ansøgte Salih om asyl i USA.

## Priser
- 2012: International Women of Courage